# E-Prix di San Paolo 2024
L'E-Prix di San Paolo 2024 è stato il quarto appuntamento del Campionato mondiale di Formula E 2023-2024, che si è tenuto nel Circuito cittadino di San Paolo il 16 marzo 2024.
La gara è stata vinta dal britannico Sam Bird, al suo dodicesimo successo nella categoria, seguito da Mitch Evans e Oliver Rowland.

## Prove libere
| Pos.           | No.            | Pilota            | Squadra                     | Tempo          |
| Prove libere 1 | Prove libere 1 | Prove libere 1    | Prove libere 1              | Prove libere 1 |
| -------------- | -------------- | ----------------- | --------------------------- | -------------- |
| 1              | 9              | Mitch Evans       | Jaguar Racing               | 1:12.555       |
| 2              | 37             | Nick Cassidy      | Jaguar Racing               | 1:12.776       |
| 3              | 48             | Edoardo Mortara   | Mahindra Racing             | 1:13.096       |
| Prove libere 2 |                |                   |                             |                |
| 1              | 8              | Sam Bird          | NEOM McLaren Formula E Team | 1:12.773       |
| 2              | 7              | Stoffel Vandoorne | DS Penske                   | 1:12.872       |
| 3              | 4              | Oliver Rowland    | Nissan Formula E Team       | 1:12.937       |

## Qualifiche
| Gruppo A | Gruppo A | Gruppo A            | Gruppo A                 | Gruppo A  |
| Pos.     | No.      | Pilota              | Squadra                  | Qualifica |
| -------- | -------- | ------------------- | ------------------------ | --------- |
| 1        | 25       | Jean-Eric Vergne    | DS Penske                | 1:13.731  |
| 2        | 2        | Stoffel Vandoorne   | DS Penske                | 1:13.849  |
| 3        | 9        | Mitch Evans         | Jaguar TCS Racing        | 1:13.867  |
| 4        | 51       | Nico Müller         | ABT Cupra Formula E Team | 1:13.877  |
| 5        | 37       | Nick Cassidy        | Jaguar TCS Racing        | 1:13.878  |
| 6        | 22       | Oliver Rowland      | Nissan Formula E Team    | 1:13.925  |
| 7        | 21       | Nyck De Vries       | Mahindra Racing          | 1:13.935  |
| 8        | 11       | Lucas Di Grassi     | ABT Cupra Formula E Team | 1:13.962  |
| 9        | 4        | Robin Frijns        | Envision Racing          | 1:13.987  |
| 10       | 3        | Sérgio Sette Câmara | ERT Formula E Team       | 1:14.057  |
| 11       | 17       | Norman Nato         | Andretti Global          | 1:14.146  |

| Gruppo B | Gruppo B | Gruppo B               | Gruppo B                         | Gruppo B  |
| Pos.     | No.      | Pilota                 | Squadra                          | Qualifica |
| -------- | -------- | ---------------------- | -------------------------------- | --------- |
| 1        | 7        | Maximilian Günther     | Maserati MSG Racing              | 1:13.516  |
| 2        | 94       | Pascal Wehrlein        | TAG Heuer Porsche                | 1:13.713  |
| 3        | 48       | Edoardo Mortara        | Mahindra Racing                  | 1:13.734  |
| 4        | 8        | Sam Bird               | NEOM McLaren Formula E Team      | 1:13.786  |
| 5        | 13       | António Félix da Costa | TAG Heuer Porsche                | 1:13.791  |
| 6        | 1        | Jake Dennis            | Andretti Global                  | 1:13.844  |
| 7        | 5        | Jake Hughes            | NEOM McLaren Formula E Team      | 1:13.870  |
| 8        | 23       | Sacha Fenestraz        | TAG Heuer Porsche Formula E Team | 1:13.967  |
| 9        | 18       | Jehan Daruvala         | Maserati MSG Racing              | 1:14.032  |
| 10       | 16       | Sébastien Buemi        | Envision Racing                  | 1:14.085  |
| 11       | 21       | Dan Ticktum            | ERT Formula E Team               | 1:14.115  |

|  | Quarti di finale | Quarti di finale | Quarti di finale |     |          | Semifinale | Semifinale | Semifinale |  |  | Finale | Finale | Finale |  |
|  |                  |                  |                  |     |          |            |            |            |  |  |        |        |        |  |
|  | VAN              | VAN              | 1:13:028         |     |          |            |            |            |  |  |        |        |        |  |
|  | VAN              | VAN              | 1:13:028         |     |          |            |            |            |  |  |        |        |        |  |
|  | EVA              | EVA              | 1:13.184         |     |          |            |            |            |  |  |        |        |        |  |
|  | EVA              | EVA              | 1:13.184         |     | VAN      | VAN        | 1:12.566   |            |  |  |        |        |        |  |
|  |                  |                  |                  |     | VAN      | VAN        | 1:12.566   |            |  |  |        |        |        |  |
|  |                  |                  | VER              | VER | 1:13.287 |            |            |            |  |  |        |        |        |  |
|  | VER              | VER              | VER              | VER | 1:13.287 | 1:12:917   |            |            |  |  |        |        |        |  |
|  | VER              | VER              |                  |     |          |            |            |            |  |  |        |        |        |  |
|  | MUL              | MUL              | -                |     |          |            |            |            |  |  |        |        |        |  |
|  | MUL              | MUL              | -                |     | VAN      | VAN        | 1:12:791   |            |  |  |        |        |        |  |
|  |                  |                  |                  |     |          |            |            |            |  |  |        |        |        |  |
|  |                  |                  | WEH              | WEH | 1:12:789 |            |            |            |  |  |        |        |        |  |
|  | WEH              | WEH              | WEH              | WEH | 1:12:789 | 1:12:846   |            |            |  |  |        |        |        |  |
|  | WEH              | WEH              |                  |     |          |            |            |            |  |  |        |        |        |  |
|  | MOR              | MOR              | 1:13.368         |     |          |            |            |            |  |  |        |        |        |  |
|  | MOR              | MOR              | 1:13.368         |     | WEH      | WEH        | 1:12:764   |            |  |  |        |        |        |  |
|  |                  |                  |                  |     | WEH      | WEH        | 1:12:764   |            |  |  |        |        |        |  |
|  |                  |                  | GUN              | GUN | 1:13.041 |            |            |            |  |  |        |        |        |  |
|  | GUE              | GUE              | GUN              | GUN | 1:13.041 | 1:12:881   |            |            |  |  |        |        |        |  |
|  | GUE              | GUE              |                  |     |          |            |            |            |  |  |        |        |        |  |
|  | BIR              | BIR              | 1:13.208         |     |          |            |            |            |  |  |        |        |        |  |

| Risultati qualifica | Risultati qualifica | Risultati qualifica    | Risultati qualifica              | Risultati qualifica | Risultati qualifica | Risultati qualifica | Risultati qualifica | Risultati qualifica |
| Pos.                | No.                 | Pilota                 | Squadra                          | Gruppi              | Quarti              | Semifinali          | Finale              | Griglia             |
| ------------------- | ------------------- | ---------------------- | -------------------------------- | ------------------- | ------------------- | ------------------- | ------------------- | ------------------- |
| 1                   | 94                  | Pascal Wehrlein        | TAG Heuer Porsche Formula E Team | 1:13.713            | 1:12.846            | 1:12.764            | 1:12.789            | 1                   |
| 2                   | 2                   | Stoffel Vandoorne      | DS Penske                        | 1:13.849            | 1:13.028            | 1:12.566            | 1:12.791            | 2                   |
| 3                   | 7                   | Maximilian Günther     | Maserati MSG Racing              | 1:13.516            | 1:12.881            | 1:13.041            |                     | 22                  |
| 4                   | 25                  | Jean-Eric Vergne       | DS Penske                        | 1:13.731            | 1:12.917            | 1:13.287            | 3                   |                     |
| 5                   | 9                   | Mitch Evans            | Jaguar Racing                    | 1:13.858            | 1:13.184            |                     | 4                   |                     |
| 6                   | 8                   | Sam Bird               | Neom McLaren Formula E Team      | 1:13.786            | 1:13.208            | 5                   |                     |                     |
| 7                   | 48                  | Edoardo Mortara        | Mahindra Racing                  | 1:13.734            | 1:13.368            | 6                   |                     |                     |
| 8                   | 51                  | Nico Müller            | ABT Cupra Formula E Team         | 1:13.867            |                     | 7                   |                     |                     |
| 9                   | 13                  | António Félix da Costa | TAG Heuer Porsche Formula E Team | 1:13.701            |                     | 8                   |                     |                     |
| 10                  | 37                  | Nick Cassidy           | Jaguar Racing                    | 1:13.878            | 9                   |                     |                     |                     |
| 11                  | 1                   | Jake Dennis            | Andretti Global                  | 1:13.844            | 10                  |                     |                     |                     |
| 12                  | 51                  | Oliver Rowland         | Nissan Formula E Team            | 1:13.925            | 11                  |                     |                     |                     |
| 13                  | 5                   | Jake Hughes            | NEOM McLaren Formula E Team      | 1:13.870            | 12                  |                     |                     |                     |
| 14                  | 21                  | Nyck De Vries          | Mahindra Racing                  | 1:13.935            | 13                  |                     |                     |                     |
| 15                  | 23                  | Sacha Fenestraz        | Nissan Formula E Team            | 1:13.967            | 14                  |                     |                     |                     |
| 16                  | 11                  | Lucas Di Grassi        | ABT Cupra Formula E Team         | 1:13.962            | 15                  |                     |                     |                     |
| 17                  | 18                  | Jehan Daruvala         | Maserati MSG Racing              | 1:14.032            | 16                  |                     |                     |                     |
| 18                  | 4                   | Robin Frijns           | Envision Racing                  | 1:13.987            | 17                  |                     |                     |                     |
| 19                  | 16                  | Sébastien Buemi        | Envision Racing                  | 1:14.085            | 18                  |                     |                     |                     |
| 20                  | 3                   | Sérgio Sette Câmara    | ERT Formula E Team               | 1:14.057            | 19                  |                     |                     |                     |
| 21                  | 33                  | Dan Ticktum            | ERT Formula E Team               | 1:14.115            | 20                  |                     |                     |                     |
| 22                  | 17                  | Norman Nato            | Andretti Global                  | 1:14.146            | 21                  |                     |                     |                     |

## Gara
| Pos. | No. | Pilota                 | Squadra                          | Giri | Tempo/Ritiro  | Griglia | Punti |
| ---- | --- | ---------------------- | -------------------------------- | ---- | ------------- | ------- | ----- |
| 1    | 8   | Sam Bird               | NEOM McLaren Formula E Team      | 34   | 53:03.071     | 5       | 25    |
| 2    | 9   | Mitch Evans            | Jaguar Racing                    | 34   | +0.564        | 4       | 18    |
| 3    | 22  | Oliver Rowland         | Nissan Formula E Team            | 34   | +3.540        | 11      | 15    |
| 4    | 94  | Pascal Wehrlein        | Tag Heuer Porsche Formula E Team | 34   | +3.629        | 1       | 15    |
| 5    | 1   | Jake Dennis            | Andretti Global                  | 34   | +3.722        | 10      | 10    |
| 6    | 13  | António Félix da Costa | Tag Heuer Porsche Formula E Team | 34   | +5.567        | 8       | 8     |
| 7    | 25  | Jean-Eric Vergne       | DS Penske                        | 34   | +6.006        | 3       | 6     |
| 8    | 2   | Stoffel Vandoorne      | DS Penske                        | 34   | +6.817        | 2       | 4     |
| 9    | 7   | Maximilian Günther     | Maserati MSG Racing              | 34   | +8.085        | 22      | 2     |
| 10   | 16  | Sébastien Buemi        | Envision Racing                  | 34   | +8.610        | 18      | 2     |
| 11   | 23  | Sacha Fenestraz        | Nissan Formula E Team            | 34   | +9.277        | 14      |       |
| 12   | 48  | Edoardo Mortara        | Mahindra Racing                  | 34   | +9.762        | 6       |       |
| 13   | 11  | Lucas Di Grassi        | ABT Cupra Formula E Team         | 34   | +10.819       | 15      |       |
| 14   | 21  | Nyck De Vries          | Mahindra Racing                  | 34   | +13.677       | 13      |       |
| 15   | 18  | Jehan Daruvala         | Maserati MSG Racing              | 34   | +14.379       | 16      |       |
| 16   | 33  | Dan Ticktum            | ERT Formula E Team               | 34   | +17.884       | 20      |       |
| 17   | 17  | Norman Nato            | Andretti Global                  | 34   | +18.889       | 21      |       |
| 18   | 4   | Robin Frijns           | Envision Racing                  | 34   | +19.124       | 17      |       |
| Rit  | 5   | Jake Hughes            | NEOM McLaren Formula E Team      | 31   | Ritiro in pit | 14      |       |
| Rit  | 51  | Nico Müller            | ABT Cupra Formula E Team         | 25   | Ritiro in pit | 7       |       |
| Rit  | 37  | Nick Cassidy           | Jaguar Racing                    | 14   | Incidente     | 9       |       |
| SQ   | 3   | Sérgio Sette Câmara    | ERT Formula E Team               | 34   | Squalificato  | 19      |       |

## Classifiche
La classifica dopo la gara:
Classifica piloti
| +/- | Pos | Pilota                 | Punti |
| --- | --- | ---------------------- | ----- |
|     | 1   | Nick Cassidy           | 57    |
|     | 2   | Pascal Wehrlein        | 53    |
|     | 3   | Mitch Evans            | 39    |
|     | 4   | Jean-Eric Vergne       | 39    |
|     | 5   | Jake Dennis            | 38    |
|     | 6   | Sam Bird               | 37    |
|     | 7   | Oliver Rowland         | 33    |
|     | 8   | Maximilian Günther     | 22    |
|     | 9   | Sébastien Buemi        | 20    |
|     | 10  | Robin Frijns           | 19    |
|     | 11  | Jake Hughes            | 18    |
|     | 12  | Stoffel Vandoorne      | 18    |
|     | 13  | Norman Nato            | 9     |
|     | 14  | Sacha Fenestraz        | 8     |
|     | 15  | António Félix da Costa | 8     |
|     | 16  | Sérgio Sette Câmara    | 2     |
|     | 17  | Edoardo Mortara        | 0     |
|     | 18  | Nico Müller            | 0     |
|     | 19  | Nyck de Vries          | 0     |
|     | 20  | Jehan Daruvala         | 0     |
|     | 21  | Lucas Di Grassi        | 0     |
|     | 22  | Dan Ticktum            | 0     |

Classifica squadre
| +/- | Pos | Squadra                          | Punti |
| --- | --- | -------------------------------- | ----- |
|     | 1   | Jaguar TCS Racing                | 96    |
|     | 2   | TAG Heuer Porsche Formula E Team | 61    |
|     | 3   | DS Penske                        | 57    |
|     | 4   | NEOM McLaren Formula E Team      | 55    |
|     | 5   | Andretti Global                  | 47    |
|     | 6   | Nissan Formula E Team            | 41    |
|     | 7   | Envision Racing                  | 39    |
|     | 8   | Maserati MSG Racing              | 22    |
|     | 9   | ERT Formula E Team               | 2     |
|     | 10  | Mahindra Racing                  | 0     |
|     | 11  | ABT Cupra Formula E Team         | 0     |

Classifica costruttori
| +/- | Pos | Costruttore                  | Punti |
| --- | --- | ---------------------------- | ----- |
|     | 1   | Jaguar                       | 123   |
|     | 2   | Porsche                      | 95    |
|     | 3   | Nissan                       | 88    |
|     | 4   | Stellantis                   | 71    |
|     | 5   | Electric Racing Technologies | 2     |
|     | 6   | Mahindra                     | 0     |